# Селуянов В'ячеслав Вікторович
В'ячеслав Вікторович Селуянов (рос. Вячеслав Викторович Селуянов; 15 грудня 1986, м. Уфа, СРСР) — російський хокеїст, захисник. Виступає за «Горняк» (Рудний) у чемпіонаті Казахстану. Майстер спорту міжнародного класу.
Вихованець хокейної школи «Салават Юлаєв» (Уфа), тренер — В. Давлетшин. Виступав за «Салават Юлаєв» (Уфа), «Лада» (Тольятті), «Торос» (Нефтекамськ), «Автомобіліст» (Єкатеринбург), «Сокіл» (Красноярськ), «Супутник» (Нижній Тагіл), «Сариарка», «Южний Урал» (Орськ), «Дебрецен», «Молот-Прикам'я» (Перм), «Михайлівці», «Іртиш» (Павлодар), «Бейбарис» (Атирау).
Освіта — вища. Закінчив Башкирський інститут фізичної культури.
Брат: Олександр Селуянов. Одружений, дружина — Еліна.
Досягнення
- Переможець Всесвітньої зимової Універсіади 2011.